# Chemarea aurului (1975)
Chemarea aurului este un film românesc din 1975 regizat de Wolfgang Staudte, Sergiu Nicolaescu. Rolurile principale au fost interpretate de actorii Rudiger Bahr, Freddy Main, Emmerich Schäffer.

## Distribuție
Distribuția filmului este alcătuită din:
- Emmerich Schäffer — Hines
- Constantin Rauțchi — Caribon Charlie
- Françoise Arnould — Cad Wilson
- Colea Răutu — Kema
- Christine Kaufmann
- Constantin Băltărețu — Bettles
- Ernest Maftei — Elijah Davis
- Freddy Main — Tarwater
- Pierre Rousseau — Peter Judge
- Arthur Brauss — Clayton
- Rudiger Bahr — Elam Harnish
- Dorin Dron — Doygt
- Vasile Nițulescu — Breck
- Andrei Codarcea — Haris Topping
- Gilda Marinescu — Anny Topping